# Overbroek-Egoven
Overbroek-Egoven is een natuurgebied tussen Heers en Gelinden. Het gebied wordt beheerd door Natuurpunt.
Het gebied is gelegen in de vallei van de Herk, en het is vernoemd naar de twee nabijgelegen gehuchten Overbroek en Egoven. Hier komen de Grondelingenbeek, de Molenbeek, de Fonteinbeek en de Kasteelbeek uit in de Herk.
Het gebied bestaat uit kalkgraslanden, vochtige beemden, rietlanden, populierenbossen, en een mergelgroeve. Mergel werd hier in dagbouw gewonnen voor bodemverbetering. De afzetting is 57 miljoen jaar oud en bevat vele fossielen. Er werden 59 fossiele plantensoorten ontdekt, waarvan vele nieuw voor de wetenschap bleken te zijn.
In de kalkgraslanden vindt men wilde narcissen. Van de paddenstoelen kunnen de wasplaten (hygrocybe) worden genoemd. Ook de gulden sleutelbloem wordt hier gevonden. Ook naakte lathyrus en hokjespeul behoren tot de zeldzame planten in het gebied. Het gebied is Europees beschermd als onderdeel van Natura 2000-gebied 'Bossen en kalkgraslanden van Haspengouw' (BE2200038).

## Toegankelijkheid
Er is een bezoekerscentrum (Mergels van Gelinden genaamd), waar ook fossielen liggen uitgestald. Vanuit Heers is één, en vanuit Gelinden zijn drie wandelingen uitgezet door dit gebied.

## Afbeeldingen

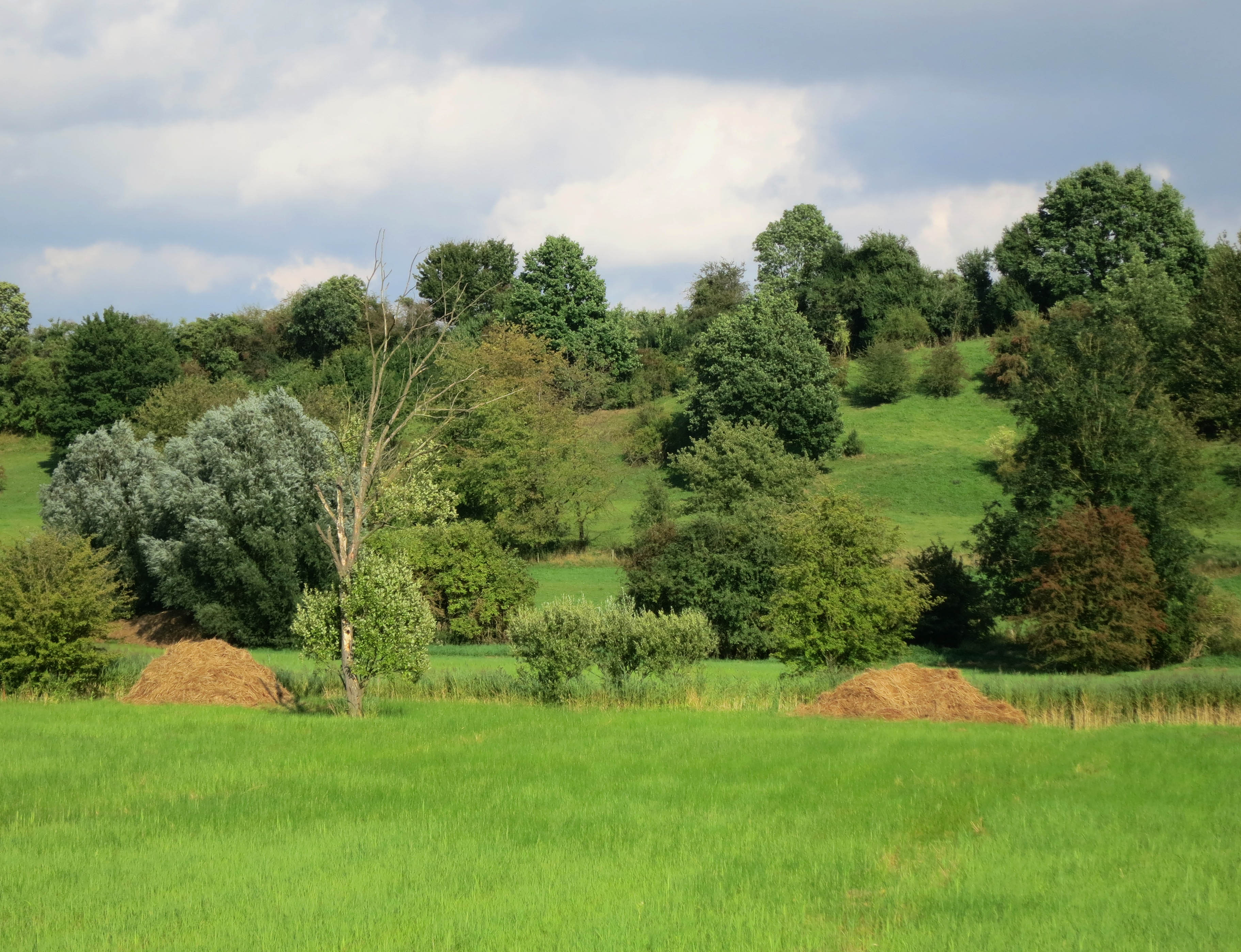
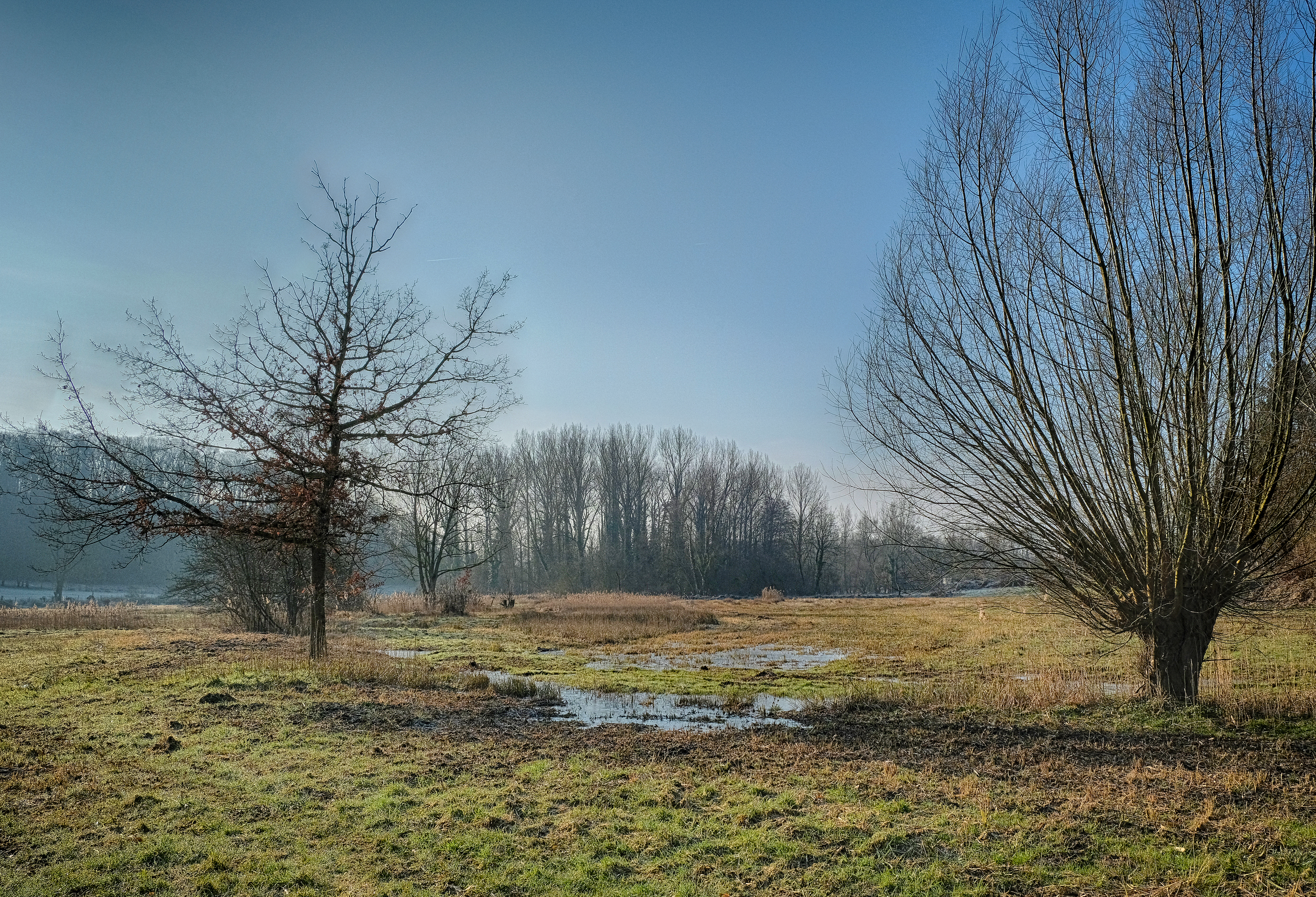
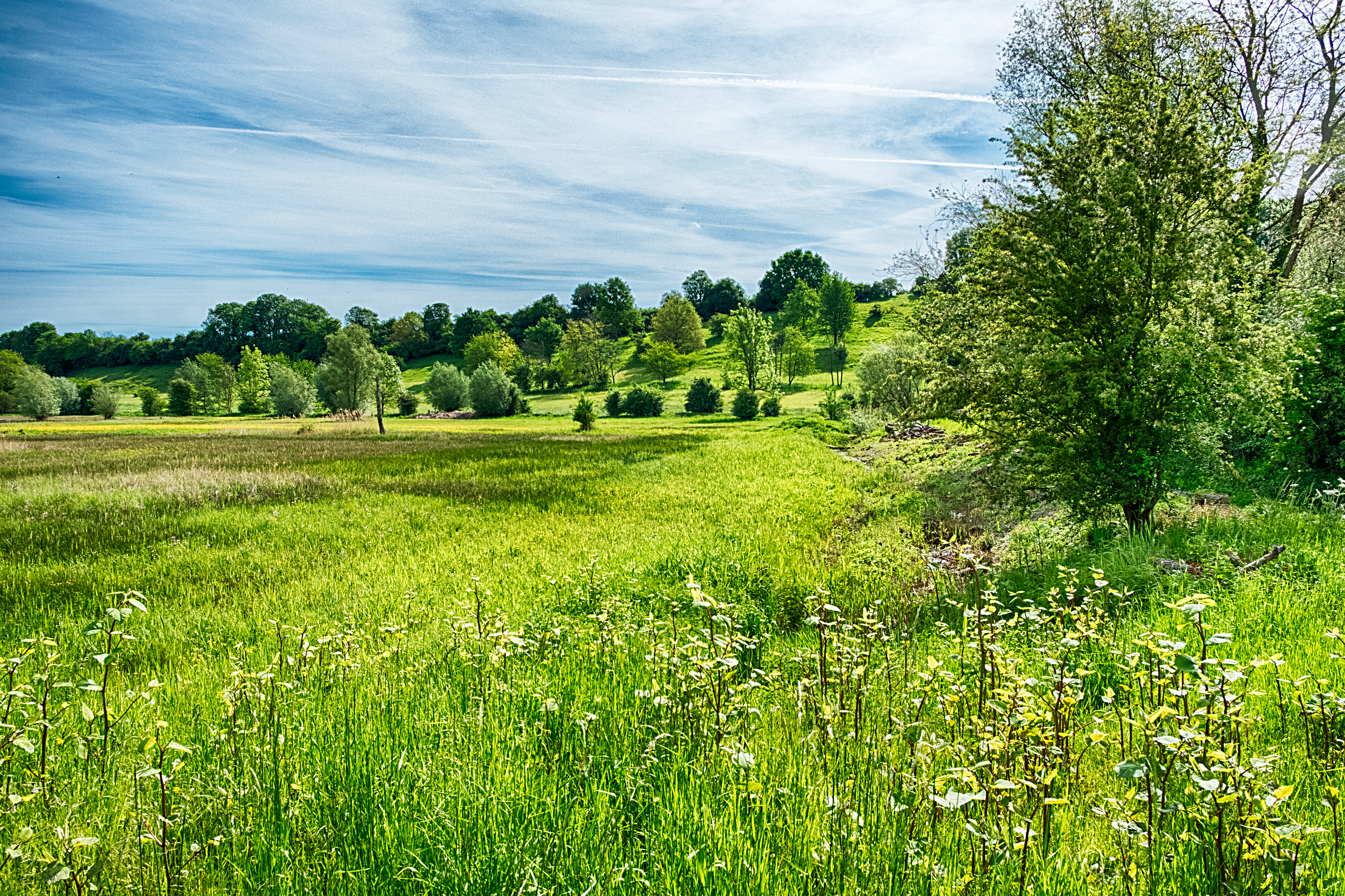